# Catasetum expansum
Catasetum expansum (tên tiếng Anh là Expansive Catasetum) là một loài phong lan.

## Hình ảnh

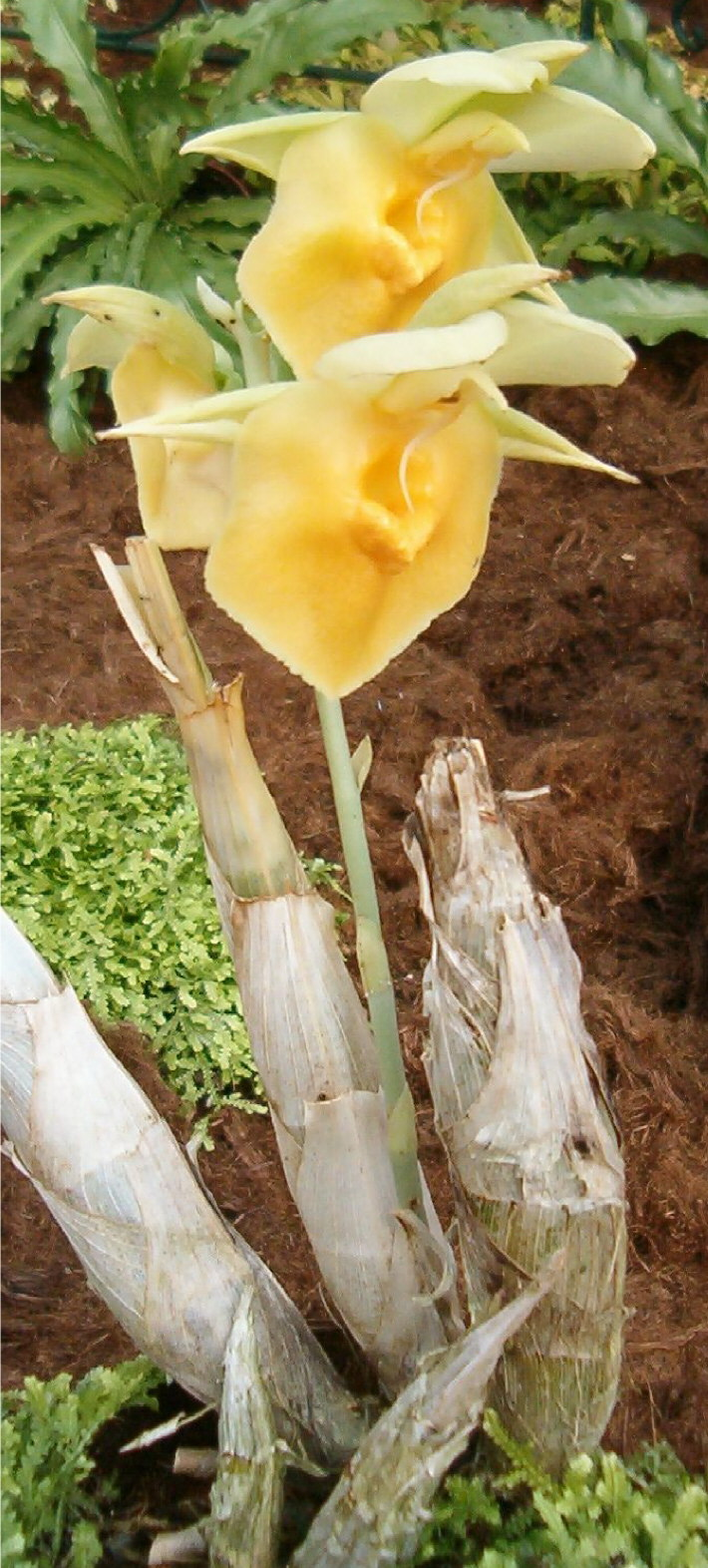
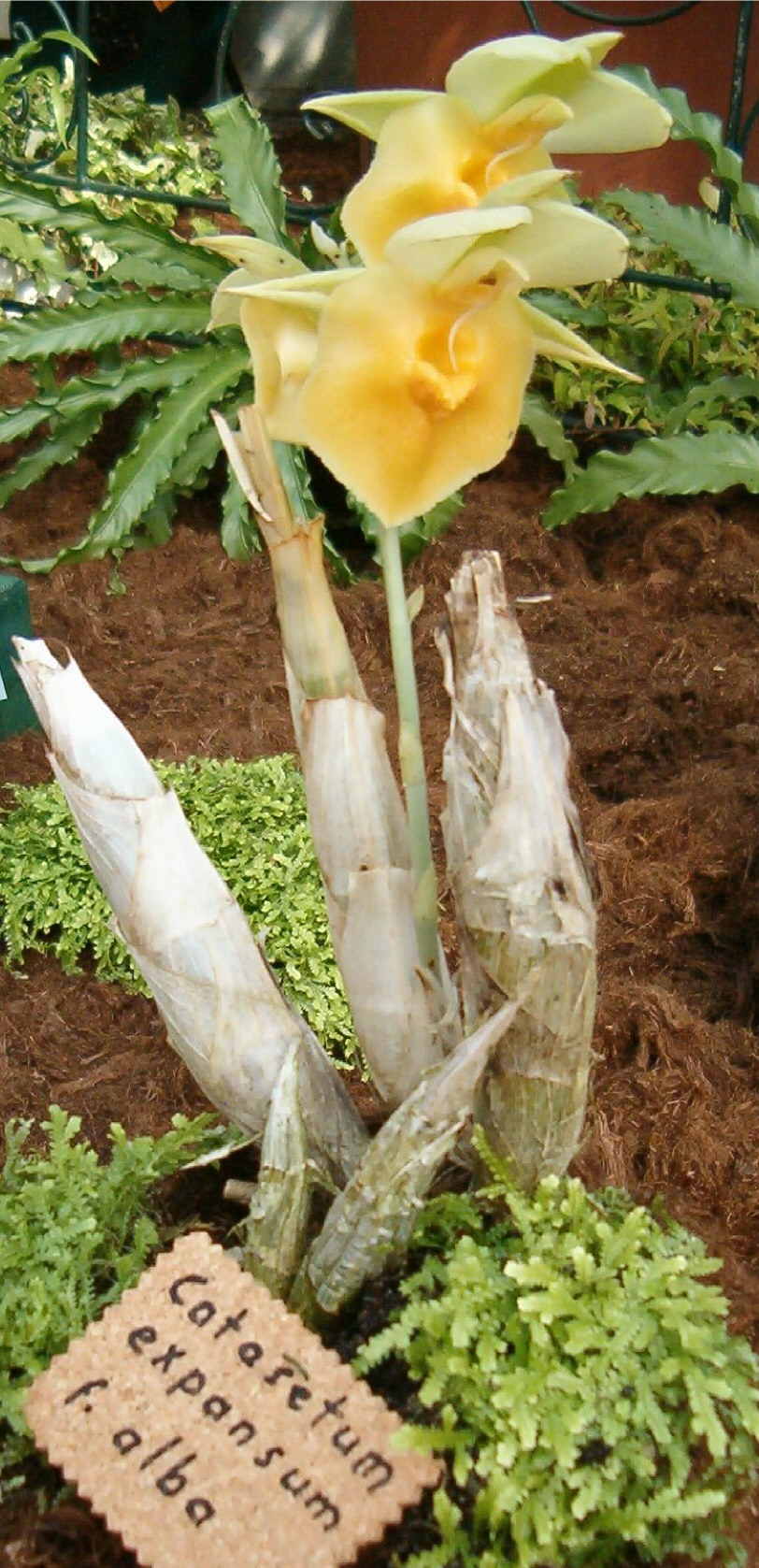